# Gaston Browne
Gaston Browne (Potters Village, 9 febbraio 1967) è un politico antiguo-barbudano.
Esponente del Partito Laburista di Antigua e Barbuda (Antigua and Barbuda Labour Party, ABLP), dal giugno 2014 ricopre la carica di Primo ministro, confermato anche a seguito delle elezioni del 2018 e di quelle del 2023.

## Biografia
Gaston Alphonso Browne nasce il 9 febbraio 1967 a Potters Village, una località situata nel nord dell’isola di Antigua, a est della capitale St. John's e a sud-ovest di Piggotts. Cresce in condizioni di estrema povertà a Grays Farm, con la bisnonna paterna, nata nel 1894, all'epoca parzialmente cieca, indigente e anziana. Dopo la sua morte, si trasferisce dalla madre a Point. È il secondo figlio di una ragazza madre, povera, mentalmente malata e di precaria occupazione, che lotta incessantemente per provvedere alle cose essenziali per lui e i suoi fratelli. Dirà più tardi che l’esperienza di un’infanzia dura ha forgiato molto il suo carattere, insegnandogli a essere determinato e resiliente nell’affrontare le avversità della vita.

### Formazione
Browne frequenta le scuole elementari a Villa (distretto di St. John’s) presso la Villa Primary School, quelle medio-superiori a St. John’s, presso la Princess Margaret School, per poi proseguire gli studi all’Antigua State College a Golden Grove. Successivamente, egli completa la sua formazione nel Regno Unito, dapprima alla City Banking University, conseguendo un Bachelor in bank and finance e poi all’Università di Manchester, ottenendo un Master in Finanza e risultando tra i primi migliori venti del suo corso.

### Carriera professionale e politica
Terminati gli studi, Browne rientra ad Antigua e inizia la sua carriera professionale nel settore bancario. Trova impiego presso la Swiss American Banking Group giungendo sino alla posizione di Senior Commercial Banking Manager. Ricopre anche la carica di consigliere di amministrazione in importanti società locali, quali la compagnia aerea LIAT (1974) Ltd, la società di infrastrutture Antigua Pier Goup Ltd e la Community Motor Ltd.
Nel 1999 entra nell'arena politica, iscrivendosi al Partito Laburista di Antigua e Barbuda (ABLP) e conquistando un seggio in Parlamento per la circoscrizione di St. John's City West. Durante il suo primo mandato come deputato, ricopre il ruolo di Ministro della Pianificazione, del Commercio, dell'Industria e degli Affari del Servizio Pubblico nel governo allora presieduto da Sir Lester Bird, leader dell’ABLP.
Il 25 novembre 2012 sfida e sconfigge Lester Bird nella corsa alla leadership del Partito Laburista, con un margine di 213 a 180, ed è nominato leader dell'opposizione nel dicembre 2012, divenendo il primo leader estraneo alla famiglia Bird in 66 anni di storia dell’ABLP.
Sotto la sua guida l’ABLP ritorna al governo il 12 giugno 2014, a seguito della vittoria nelle elezioni generali, dopo 10 anni di opposizione, ottenendo 14 seggi su 17. Browne presta giuramento come Primo Ministro il 13 giugno 2014. Il 21 marzo 2018, guida con successo il suo partito alla seconda vittoria elettorale consecutiva. Giura per un secondo mandato come Primo Ministro il 22 marzo 2018. Nelle elezioni generali del 18 gennaio 2023, conquista il suo terzo mandato - un unicum nella storia di Antigua e Barbuda - ma questa volta con una maggioranza risicata di nove seggi contro gli otto assegnati all’opposizione. Con un annuncio a sorpresa, il 15 luglio 2024 il deputato Anthony Smith rassegna le dimissioni da membro dell’United Progressive Party (UPP), dichiarandosi indipendente ma passando di fatto tra le file della maggioranza, rafforzando la leadership di Browne. Il giorno seguente, giura al cospetto del governatore Rodney Williams quale nuovo ministro dell'agricoltura, della pesca e della blue economy, diventando il primo deputato indipendente della storia di Antigua e Barbuda a ricevere un incarico in governo. Il 14 gennaio 2025, il candidato dell'ABLP Rawdon Turner ha vinto le elezioni suppletive nella circoscrizione di St. Peter, indette in seguito alla tragica morte del deputato indipendente Asot Michael, rafforzando ulteriormente la maggioranza di governo, che può ora contare su 10 parlamentari contro i 7 dell’opposizione. Turner ha prestato giuramento come Ministro della Trasformazione Sociale e Urbana il 15 gennaio 2025.
Nell’arco dei suoi tre mandati, Browne ha dovuto affrontare diverse sfide che hanno segnato la storia di Antigua e Barbuda, quali la devastazione di Barbuda causata dall'uragano Irma, la pandemia COVID-19 e l'istituzione del Campus dell’Università delle Indie Occidentali (UWI).

### Vita privata
È sposato con Maria Vanessa Bird, nipote dell ex Primo Ministro, Sir Lester Bird. La coppia ha due figli, Prince Gaston, nato nel 2012, e Peace-Marie Xandra, nata nel 2020. Gaston Browne ha altri tre figli nati da precedenti relazioni sentimentali. Maria Vanessa Bird-Browne, anch'essa membro dell'ABLP, ha ottenuto un seggio in Parlamento in rappresentanza della circoscrizione St John's Rural East, nelle elezioni generali di marzo 2018 e in quelle di gennaio del 2023. È membro del governo come ministro dell’edilizia abitativa, dei lavori pubblici e del rinnovamento urbano.
Gaston Browne è un fautore dell’autarchia alimentare. Nel mese di aprile del 2021, ha avviato, insieme ai due figli più grandi, un’azienda agricola, la Farmer DG Browne Company Limited.